# پوچینی (فیلم)
پوچینی (ایتالیایی: Puccini) فیلمی در ژانر موزیکال به کارگردانی کارمینه گالونه است که در سال ۱۹۵۳ منتشر شد.

## بازیگران
- گابریله فرزتی
- مرتا تورن
- نادیا گری
- پائولو استوپا
- ماریو فلیچانی
- آتیلیو دوتزیو
- نلی کورادی
- آمالیا پلگرینی
- سرجو توفانو
- کارلو دوسه
- آلساندرو فرسن